# Kommunistische Partei Litauens

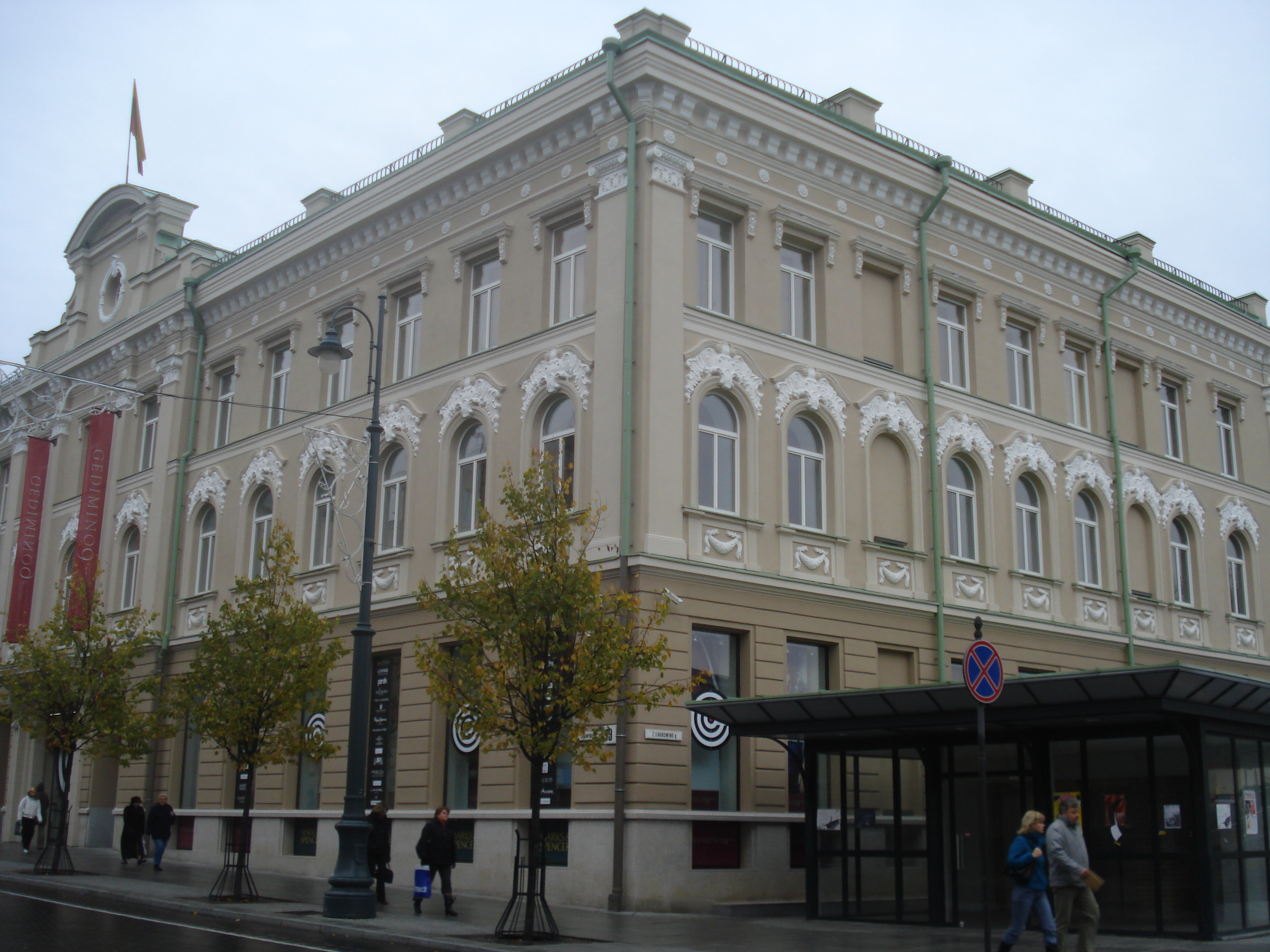
Das Gebäude, das bis 1990 das Zentralkomitee der Kommunistischen Partei Litauens beherbergte (Palast Gedimino 9 in Vilnius)

Die Kommunistische Partei Litauens  (litauisch Lietuvos komunistų partija) war die kommunistische Partei in Litauen. Gegründet wurde sie Anfang Oktober 1918.

## Geschichte
Die Partei arbeitete illegal bis zum Jahr 1940. Im Sommer dieses Jahres, als die Rote Armee der Sowjetunion Litauen gewaltsam einnahm, wurde die Partei mit der Kommunistischen Partei der Sowjetunion vereinigt. Gleichzeitig installierten die sowjetischen Machthaber eine neue Sowjetrepublik, die Litauische Sozialistische Sowjetrepublik, als dessen führende Partei per Definition die Kommunistische Partei Litauens vorgesehen war. Der damalige erste Sekretär der Partei, Antanas Sniečkus, und auch die folgenden ersten Sekretäre, wurden damit de facto zu Gouverneuren des sowjetisch besetzten Litauens. In den folgenden 50 Jahren sowjetischer Besetzung Litauens war der erste Sekretär der Partei aus ethnischer Sicht immer ein Litauer kommunistischer Gesinnung, und der zweite Sekretär immer ein direkt aus der KPdSU-Parteizentrale in Moskau entsandter Russe.
Als sich im Jahr 1988 eine Bewegung zur Wiedererlangung der staatlichen Unabhängigkeit Litauens, Sąjūdis, gründete, und diese Bewegung breiteste Unterstützung aus der Einwohnerschaft Litauens erhielt, geriet die kommunistische Partei Litauens mehr und mehr unter Druck.
Im Februar 1989 erklärte Sąjūdis öffentlich, dass Litauen im Juni 1940 durch die Sowjetunion gewaltsam besetzt und annektiert worden war, und dass das Fernziel der Bewegung die Wiedererlangung der nationalen Unabhängigkeit sei. Die staatliche Unabhängigkeit wurde von der Bewegung im Mai 1989 proklamiert – zunächst ohne irgendeine internationale Anerkennung – und die Vereinnahmung von Litauen durch die Sowjetunion als gesetzwidrig erklärt.
Am 23. August 1989, dem 50-jährigen Gedenktag der Unterschrift des Ribbentrop-Molotow-Paktes zwischen den damaligen Diktaturen Nazideutschland und Sowjetunion, verband eine 600 Kilometer lange Kette aus zwei Millionen Menschen die Städte Tallinn, Riga und Vilnius und lenkte die Aufmerksamkeit der internationalen Öffentlichkeit auf die Bestrebungen der Einwohner des Baltikums. Diese Demonstration und die koordinierten Bestrebungen der drei baltischen Nationen wurden unter dem Namen Baltischer Weg bekannt (estnisch Balti kett, lettisch Baltijas ceļš, litauisch Baltijos kelias).
Am 24. Dezember 1989 spaltete sich die Kommunistische Partei Litauens. Ein Teil trat aus der Kommunistischen Partei der Sowjetunion (KPdSU) aus und gab das Einverständnis bekannt, auf das staatliche Machtmonopol zu verzichten. Der andere Teil gründete eine eigene Organisation, die sich der KPdSU weiterhin verbunden sah. Michail Gorbatschow nannte die Spaltung am nächsten Tag „illegal“. Im Februar 1990 erlangten Vertreter von Sąjūdis die absolute Mehrheit im Obersten Rat der Litauischen SSR. Vytautas Landsbergis wurde zum Präsidenten des Obersten Rats gewählt. Dies bereitete die staatliche Unabhängigkeitserklärung am 11. März 1990 vor.

## Demokratische Partei der Arbeit Litauens
Im Jahr 1990 wandelte sich die Kommunistische Partei Litauens unter der Führung von Algirdas Brazauskas in eine neue Partei unter dem Namen Lietuvos demokratinė darbo partija (LDDP, auf Deutsch „Demokratische Partei der Arbeit Litauens“), um, die sich wiederum später mit der traditionellen, aber kleinen Sozialdemokratischen Partei Litauens (Lietuvos socialdemokratų partija, LSDP) vereinigte. Die neue vereinigte Partei behielt den sozialdemokratischen Namen, wird aber weiterhin vor allem von den ex-kommunistischen Führungskräften geprägt.

## Bekannte Mitglieder
- Algirdas Mykolas Brazauskas (1932–2010), sowjetlitauischer Politiker, litauischer Präsident und Premierminister
- Dalia Grybauskaitė (* 1956), litauische Politikerin, Präsidentin und Finanzministerin, EU-Finanzkommissarin
- Gitanas Nausėda (* 1964),  Ökonom und Politiker, Professor der Universität Vilnius, Präsident Litauens (seit 2019)